# Anna Lena Klenke
Lena Klenke (Monaco di Baviera, 25 dicembre 1995) è un'attrice tedesca.

## Biografia
Klenke ha frequentato il Carl-von-Ossietzky-Gymnasium e l'Università libera di Berlino.

## Filmografia

### Cinema
- Fuck you, prof! (Fack ju Göhte), regia di Bora Dağtekin (2013)
- Victoria, regia di Sebastian Schipper (2015)
- Fuck you, prof! 2 (Fack ju Göhte 2), regia di Bora Dağtekin (2015)
- Fuck you, prof! 3 (Fack ju Göhte 3), regia di Bora Dağtekin (2017)
- Das schweigende Klassenzimmer, regia di Lars Kraume (2018)

### Televisione
- Ultima traccia: Berlino (Letzte Spur Berlin) – serie TV, episodio 3x07 (2014)
- Squadra speciale Lipsia (SOKO Leipzig) –  serie TV, episodio 15x18 2015)
- Hamburg Distretto 21 (Notruf Hafenkante) – serie TV, episodio 9x24 (2015)
- Lena Fauch – serie TV, 1x04 (2016)
- Babylon Berlin – serie TV, episodio 1x06 (2017)
- 8 giorni alla fine (8 Tage) – serie TV, 8 episodi (2019)
- Come vendere droga online (in fretta) (How to Sell Drugs Online (Fast)) – serie TV, 24 episodi (2019-2025)
- Ottilie von Faber-Castell - Una donna coraggiosa (Ottilie von Faber-Castell), regia di Claudia Garde – film TV (2019)
- Immer der Nase nach, regia di Kerstin Polte – film TV (2021)